# توريلافيت
بلدية تورّيلابيت (بالكاتالانية: Torrelavit) هي إحدى بلديات مقاطعة برشلونة، والتي تقع في منطقة كاتالونيا، شرق إسبانيا.
يبلغ عدد سكانها 1.275 نسمة وفقاً لإحصائية سنة (2007).